# Comarca Subbética
La Subbética es una comarca de unos 1.597 km² situada en el sureste de la provincia de Córdoba, en pleno centro geográfico de Andalucía. En su interior se halla el parque natural de las Sierras Subbéticas, espacio protegido de gran riqueza ecológica y geológica. De hecho la UNESCO lo reconoció como Geoparque Mundial.

## Fronteras
Limita con:
- La comarca de la Campiña Este - Guadajoz al norte.
- La comarca de la Campiña Sur y la provincia de Sevilla al oeste.
- La provincia de Jaén al este.
- Las provincias de Málaga y Granada al sur.

## Clima
El clima es mediterráneo continentalizado de influencia atlántica, con precipitaciones -en la actualidad- irregulares en invierno y muy escasas en verano. Las temperaturas oscilan entre los 29,5° en época estival y los 9° que contemplan pueblos como Priego, Rute e Iznájar, aunque la tónica habitual en invierno es de temperaturas suaves en el resto de los municipios.

## Hidrografía
Por el interior de la Subbética fluyen abundantes afluentes y subafluentes de los ríos Genil y Guadajoz que, discurriendo el primero por el sur y el segundo por el norte, deja a la comarca situada entre ambas corrientes fluviales, destacando el Río Cabra o el Río Anzur. Pero debido a la permeabilidad de las rocas calizas, muchas aguas discurren subterráneamente, aflorando en forma de manantiales y fuentes. En la Subbética hay que destacar la presencia de dos embalses: el embalse de Malpasillo y el embalse de Iznájar, siendo este último denominado "Lago de Andalucía" debido a sus proporciones.

## Municipios
La comarca está integrada por los siguientes municipios:
| Escudo | Municipio         | Superficie (km2) | Población (2024) | Densidad (hab./km2) |
| ------ | ----------------- | ---------------- | ---------------- | ------------------- |
|        | Almedinilla       | 55,52            | 2 323            | 41,84               |
|        | Benamejí          | 53,35            | 4 910            | 92,03               |
|        | Cabra             | 228,0            | 20 024           | 87,82               |
|        | Carcabuey         | 79,74            | 2 299            | 28,83               |
|        | Doña Mencia       | 15,20            | 4 478            | 294,61              |
|        | Encinas Reales    | 34,21            | 2 234            | 65,30               |
|        | Fuente-Tójar      | 23,66            | 681              | 28,79               |
|        | Iznájar           | 136,36           | 3 739            | 27,42               |
|        | Lucena            | 351,09           | 43 086           | 122,72              |
|        | Luque             | 140,76           | 2 809            | 19,96               |
|        | Palenciana        | 16,13            | 1 431            | 88,72               |
|        | Priego de Córdoba | 288,27           | 21 826           | 75,71               |
|        | Rute              | 132,40           | 9 765            | 73,75               |
|        | Zuheros           | 42,31            | 608              | 14,37               |
|        | Total             | 1 597,0          | 120 213          | 75,27               |

## Economía
En los 14 municipios de los cuales está compuesta, es predominante el monocultivo del olivar, produciendo esta comarca aceites de gran calidad reconocidos tanto a nivel regional como nacional e internacional correspondientes a las denominaciones de origen Baena, Lucena y Priego de Córdoba.
También tiene cierta importancia el cultivo de regadío en las zonas de huerta tradicional en torno a los recursos fluviales de la comarca como por ejemplo la zona de las Huertas Bajas en el término de Cabra.
Además los municipios de Lucena, Cabra y Doña Mencía poseen sus viñas bajo la denominación Montilla-Moriles, mostrando de esta forma sus bodegas caldos de gran interés. A estos recursos agrícolas hay que sumar las explotaciones de ganado ovino y caprino.
En el sector secundario, destaca Lucena por ser uno de los mayores centros industriales de Andalucía, siendo la segunda productora nacional de muebles, y la primera de frío industrial, así como las tradicionales industrias de metalistería.
Pero la Subbética también posee zonas industriales en Priego con la confección;  Doña Mencía y Rute con las actividades agroalimentarias, destacando en esta última las destilerías de anís.
En el sector servicios cabe señalar toda la actividad en relación con el Hospital Comarcal público Infanta Margarita de Cabra.
También está cobrando cada vez más importancia el sector turístico tanto en torno al patrimonio histórico-artístico o cultural que albergan los distintos municipios como a los espacios naturales de la comarca, entre los que destacan el parque natural de las Sierras Subbéticas.